# Monastero di Alcobaça
Il monastero di Alcobaça (in portoghese Mosteiro de Santa Maria de Alcobaça) è un monastero medievale situato nella città di Alcobaça, nel Portogallo centrale. Venne fondato dal primo re portoghese, Alfonso I, nel 1153, e mantenne un forte legame con i monarchi portoghesi nella storia.
Chiesa e monastero furono il primo edificio gotico del Portogallo e, insieme al monastero di Santa Cruz a Coimbra, fu uno dei più importanti monasteri medievali dello Stato. È stato inserito dall'UNESCO tra i patrimoni dell'umanità nel 1989.

## Storia
Il monastero di Alcobaça è uno dei primi edifici portoghesi legati all'ordine Cistercense. Venne fondato nel 1153 come dono per Bernardo di Chiaravalle, poco prima della sua morte, dal primo re portoghese, Alfonso I, per commemorare la vittoria sui Mori a Santarém nel marzo del 1147. La creazione del monastero fece parte della strategia di Alfonso I di consolidare la propria autorità nel nuovo regno, e per promuovere la colonizzazione delle aree recentemente conquistate dai Mori durante la Reconquista.
La costruzione del monastero iniziò nel 1178, dopo circa 25 anni dall'arrivo dei monaci cistercensi nella regione di Alcobaça. All'inizio i monaci vivevano in case di legno, e si trasferirono in quelle di pietra solo nel 1223. La chiesa venne completata nel 1252. Chiesa e monastero furono i primi edifici gotici del Portogallo. L'ultimo ritocco al complesso medievale venne dato nel tredicesimo secolo, quando re Dionigi I ordinò la costruzione del chiostro gotico, chiamato Chiostro del Silenzio.
I monaci dedicarono le loro vite alla meditazione religiosa, creando manoscritti miniati nello scrittorio. I monaci produssero un trattato della storia amministrativa portoghese diviso in una serie di libri. La biblioteca di Alcobaça fu una delle più grandi biblioteche medievali portoghesi, ma venne saccheggiata durante l'invasione francese del 1810, e molti libri vennero rubati durante le sommosse anti-clericali del 1834, quando gli ordini religiosi portoghesi vennero dissolti. I resti della biblioteca, compresi centinaia di testi medievali, sono tuttora conservati presso la Biblioteca Nazionale di Lisbona.
Durante il Medioevo il monastero acquisì notevole importanza. Il monastero comprendeva anche zone agricole, e l'abate regnava su un'ampia zona. Una scuola pubblica venne aperta nel 1269. L'importanza del monastero è evidente per il fatto che molti reali vennero seppelliti al suo interno tra il tredicesimo ed il quattordicesimo secolo. Re Alfonso II, Alfonso III, la regina Urraca e Beatrice di Castiglia, vi vennero sepolti, così come Pietro I e la moglie, Inés de Castro (uccisa per ordine del padre di Pietro, Alfonso IV.) Dopo essere stato incoronato Pietro commissionò due stupende tombe gotiche per sé e per la moglie, entrambe visibili all'interno della chiesa.
Durante il regno di Manuele I venne aggiunto il secondo piano al chiostro, ed una nuova sagrestia, secondo lo stile tardo gotico portoghese noto come "stile manuelino". Il monastero venne ampliato nel diciottesimo secolo con l'aggiunta di un chiostro e di torri alla chiesa, mantenendone però le parti medievali. Nel periodo barocco i monaci erano famosi per le loro sculture in argilla, molte delle quali si trovano ancora nel retablo.
Il grande terremoto di Lisbona del 1755 non fece particolari danni al monastero, anche se parte della sagrestia ed alcuni edifici minori vennero distrutti. I danni maggiori vennero causati dall'invasione delle truppe francesi nel 1800. Oltre al saccheggio della biblioteca vennero depredate le tombe, e rubate o bruciate parte delle decorazioni della chiesa. Nel 1834, durante la dissoluzione dei monasteri, agli ultimi monaci venne ordinato di lasciare il convento.
Oggi il monastero di Alcobaça è una delle maggiori attrazioni turistiche del Portogallo.

## Arte e architettura
Il monastero di Alcobaça venne costruito seguendo lo stile gotico originale, e rappresenta l'arrivo di questo stile in Portogallo. La chiesa ed altri edifici principali vennero costruiti dopo il 1178 fino alla fine del tredicesimo secolo. La chiesa venne consacrata nel 1252. Seguendo i precetti dell'ordine cisterciense gli originali edifici monastici vennero creati con linee architettoniche pulite, senza decorazioni a parte alcuni capitelli ed una statua della Vergine Maria.

### Esterni
La facciata principale del monastero ha due ali in stile barocco che racchiudono la chiesa. La facciata della chiesa è un misto di stili: il portone ed il rosone fanno parte della chiesa originale, mentre le statue e le due torri sono state aggiunte all'inizio del diciottesimo secolo dall'architetto João Turriano. Le mura laterali della chiesa hanno una merlatura, mentre l'abside possiede otto archi rampanti per supportare il peso della volta, tipica caratteristica dello stile gotico.

### Interno della chiesa

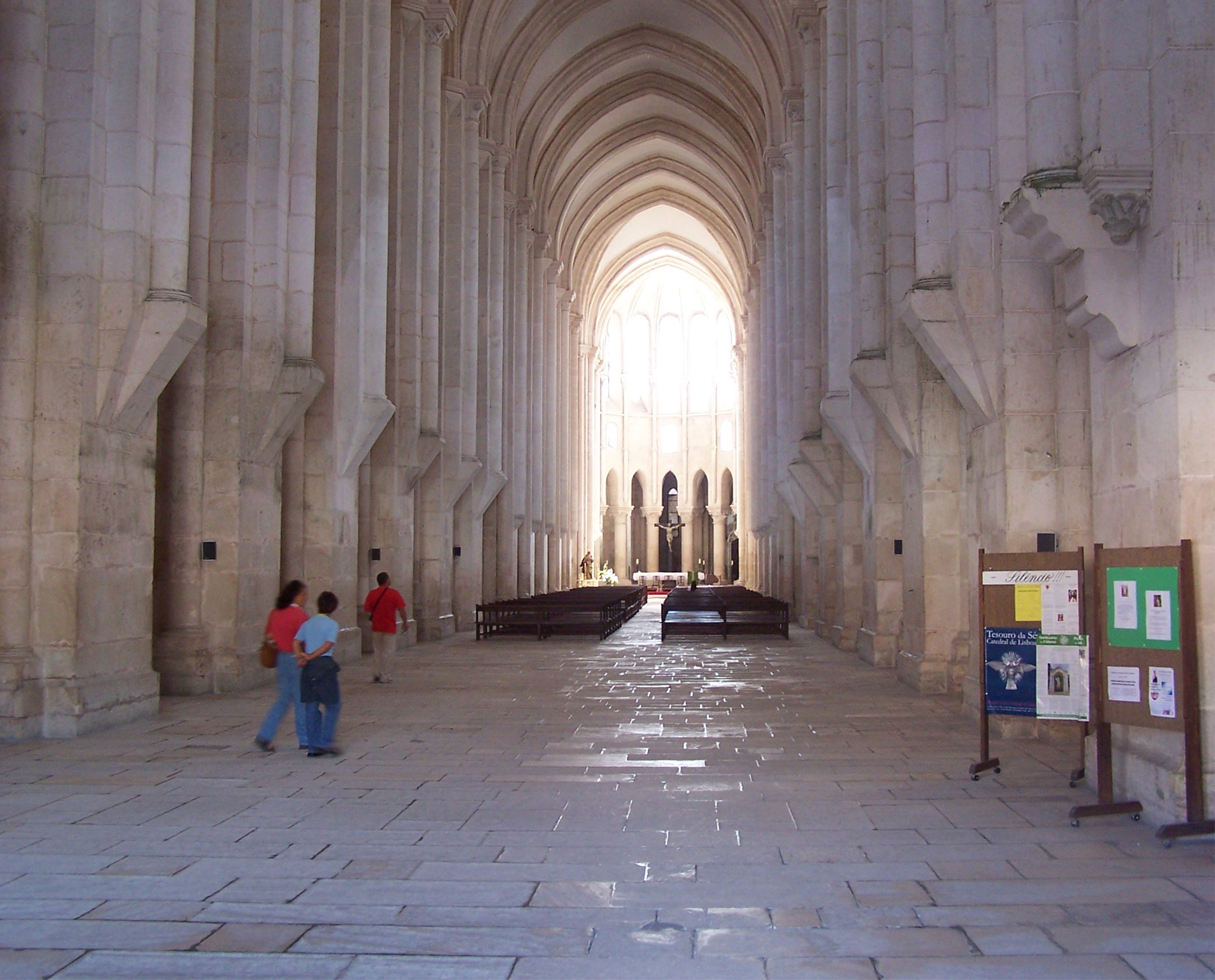
Vista della navata della chiesa in direzione della cappella e del deambulatorio

Il primo architetto della chiesa, probabilmente di origine francese, seguì i progetti dell'abbazia di Clairvaux (ora quasi completamente demolita), fondata da Bernardo di Chiaravalle nel 1115. La chiesa ha la forma di una croce latina con un transetto particolarmente pronunciato e tre navate. Le navate laterali sono alte quanto quella centrale (20 metri), che unite ad una larghezza complessiva di 17 metri e ad una lunghezza di 106 dà un'idea di imponenza. Alcobaça resta, dopo 800 anni, la più grande chiesa portoghese. La verticalità dell'edificio è una tipica caratteristica gotica.
Mura e colonne sono prive di decorazioni, come chiesto nelle chiese cisterciensi, e gli interni sono molto illuminati da file di finestre sulle mura, da un rosone sulla facciata principale, e da altre aperture sul transetto. La cappella principale, come a Clairvaux, è circondata da una galleria (deambulatorio) e da una serie di cappelle radiali. Le navate sono coperte da una semplice volta gotica.

### Tombe reali

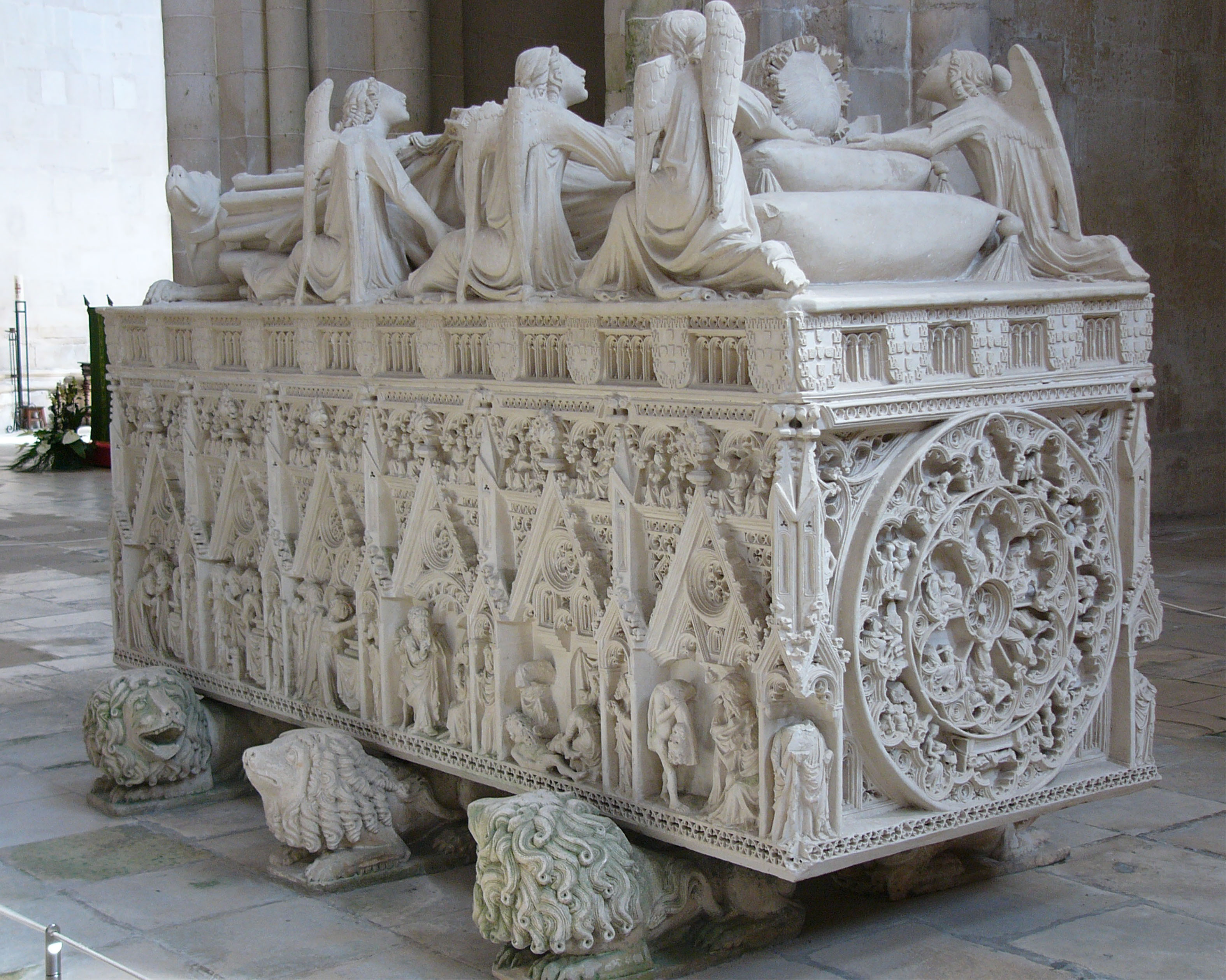
Tomba di Pietro I

Nel transetto della chiesa si trovano le tombe di Pietro I del Portogallo e della moglie, Inés de Castro, assassinata per ordine del padre di Pietro, Alfonso IV. Dopo essere diventato re, Pietro ordinò che le spoglie dell'amata fossero trasferite nella sua tomba di Alcobaça e, secondo una leggenda popolare, la fece incoronare regina del Portogallo ed ordinò ai membri della corte di baciarle la mano come omaggio, nonostante fosse già in stato di decomposizione.

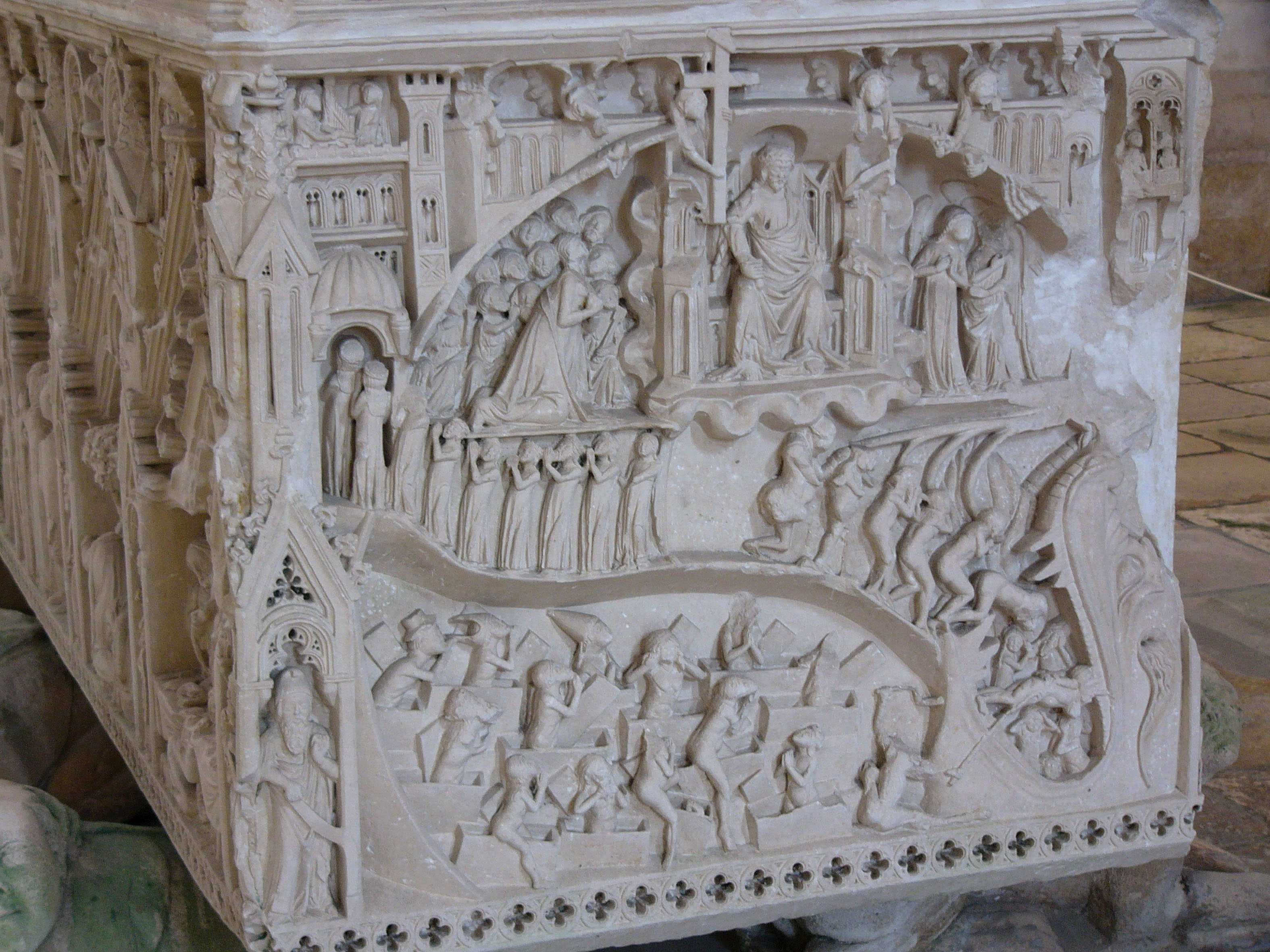
Dettaglio della tomba di Ines de Castro che raffigura Cristo durante il Giudizio Universale

Questa coppia di tombe, di cui l'autore è sconosciuto, sono tra le migliori sculture gotiche portoghesi. Le tombe sono sorrette da leoni (quella del re) e da bestie mezze monaco e mezze leone (per la regina), entrambe ornate con immagini dei defunti assistiti da angeli. I lati della tomba di Pietro sono finemente decorati con rilievi raffiguranti scene della vita di San Bartolomeo e di quella di Pietro ed Ines. La tomba della regina mostra scene di vita di Cristo, tra cui la crocifissione ed il Giudizio Universale.

### Cappella di San Bernardo
Questa cappella, situata sul lato meridionale del transetto, contiene un gruppo di sculture raffiguranti la "Morte di San Bernardo", uno dei migliori lavori dei monaci seicenteschi. Sui lati della cappella sono sepolti Alfonso II e Alfonso III.

### Pantheon Reale

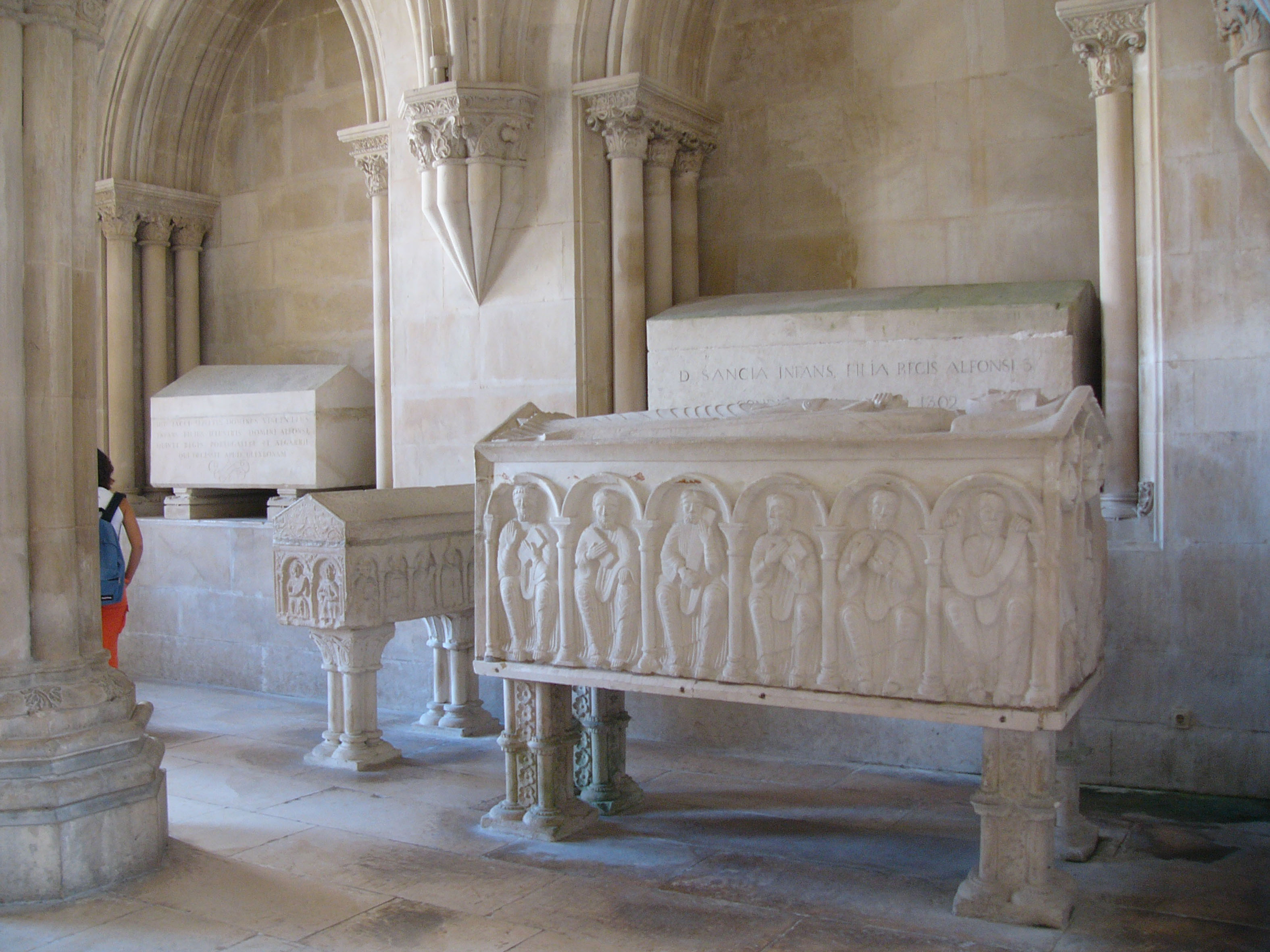
Pantheon reale del monastero di Alcobaça. La tomba sullo sfondo decorata con gli apostoli appartiene alla regina Urraca.

Dal braccio destro del transetto si può raggiungere il Pantheon Reale, una stanza distrutta dal terremoto di Lisbona del 1755 ricostruito alla fine del diciottesimo secolo in stile neogotico, primo tentativo del genere in Portogallo.
Il Pantheon Reale contiene le tombe del tredicesimo secolo dalla regina Urraca di Castiglia e di Beatrice di Castiglia, sposate rispettivamente con Alfonso II ed Alfonso III. Oltre a queste si trovano tombe più piccole appartenenti a principi non identificati. La tomba più importante è quella di Urraca (morta nel 1220), sepolta in una fastosa tomba in stile tardo romanico. Un rilievo sopra la tomba mostra la regina, mentre i lati sono ornati con immagini dei dodici apostoli. Altri bassorilievi raffigurano il re circondato dai figli, oltre a Cristo circondato da un'aureola e i simboli dei quattro evangelisti. Le altre tombe sono riccamente decorate con arabeschi in stile romanico-Mudéjar e con immagini degli apostoli.

### Sagrestia

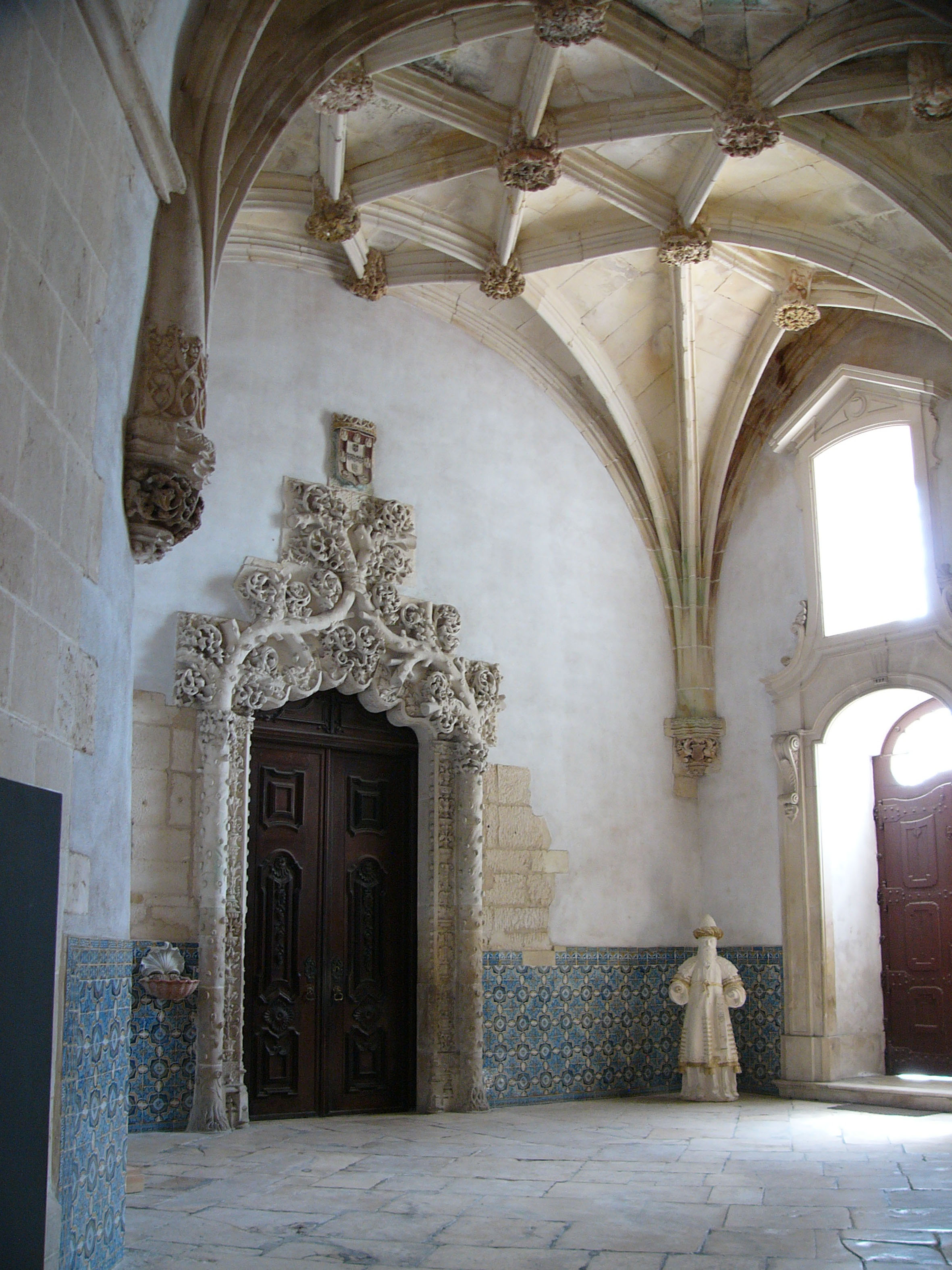
Volte manueline ed entrata della sacrestia

Dal deambulatorio si può raggiungere la sagrestia. È stata costruita in stile manuelino all'inizio del sedicesimo secolo, e ricostruita dopo il terremoto del 1755. Il corridoio che conduce alla sagrestia, coperto da una stupenda volta a coste, ed il portone della sagrestia sopravvissero al terremoto. Il portale rappresenta un intreccio di vegetali sormontati dallo stemma del Portogallo.

### Stanza dei re
Questa stanza, situata vicino all'entrata della chiesa, contiene una serie di statue del XVII e XVIII secolo raffiguranti i re portoghesi. I muri sono decorati con azulejos bianchi e blu del XVIII secolo che raccontano la storia del monastero, fin dalla sua fondazione da parte di Alfonso I.

### Dormitorio
Il dormitorio è una grande stanza gotica in cui i monaci dormivano insieme: solo all'abate era permesso dormire in una stanza a parte. Solo nel sedicesimo secolo la sala venne divisa in celle individuali.

### Refettorio
Il refettorio era la stanza in cui i monaci pranzavano. Durante il pranzo uno dei monaci leggeva passi della Bibbia da un pulpito, che ad Alcobaça è immurato in una parete. L'accesso al pulpito è permesso da una galleria completa di scala. Il pulpito è una delle strutture architettoniche più armoniose del monastero. Come il dormitorio, anche il refettorio contiene numerosi pilastri che separano le navate, ed è coperto da una volta a coste in stile gotico.

### Chiostro del Silenzio

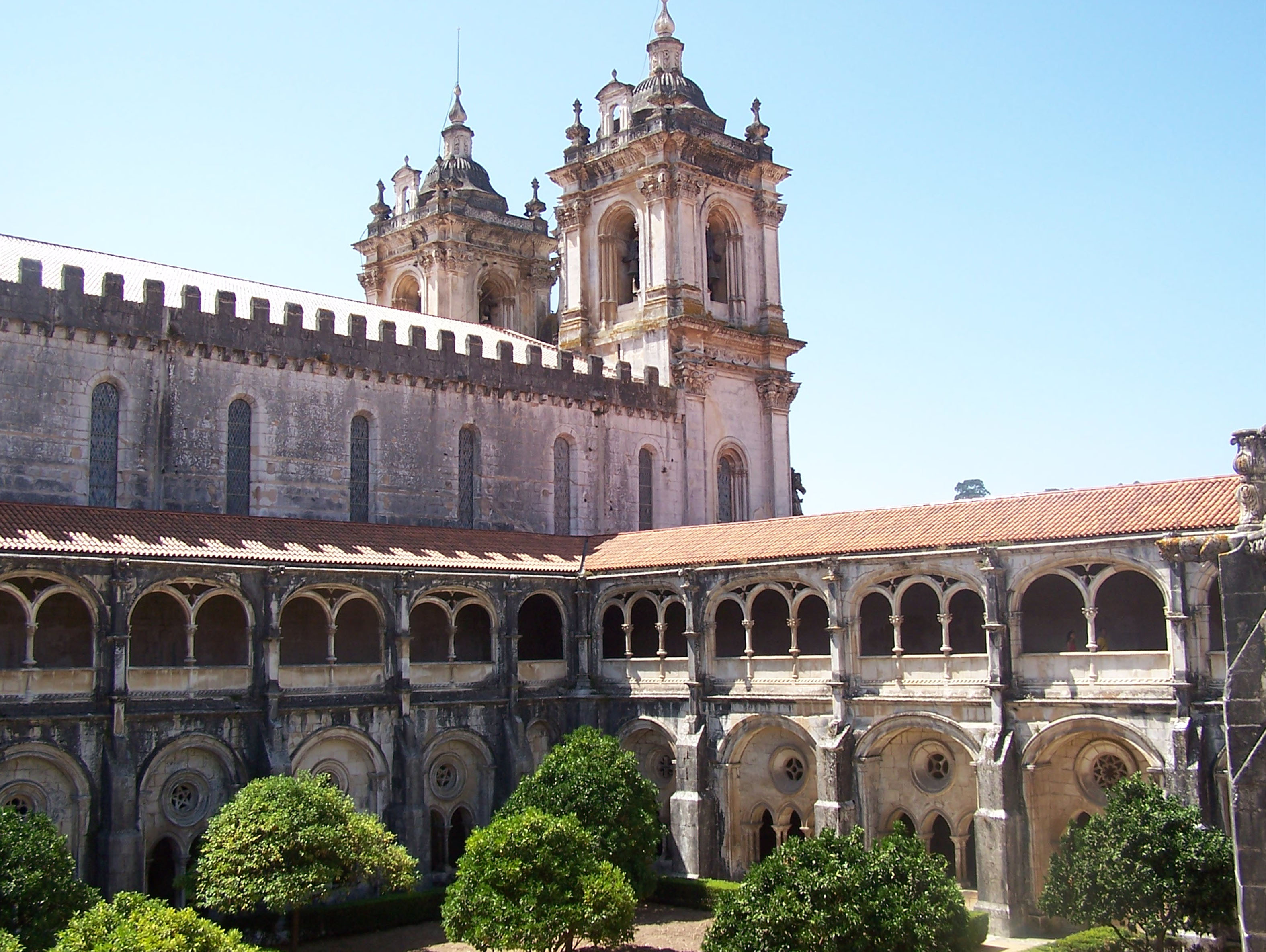
Chiostro e chiesa del monastero di Alcobaça

Il chiostro del monastero venne costruito durante il regno di Dionigi I, che probabilmente ne fu il fautore. È uno dei chiostri cisterciensi più grandi d'Europa. Le sue colonne sono decorate da capitelli con motivi animali e vegetali. Gli architetti furono i portoghesi Domingo Domingues e Master Diogo.

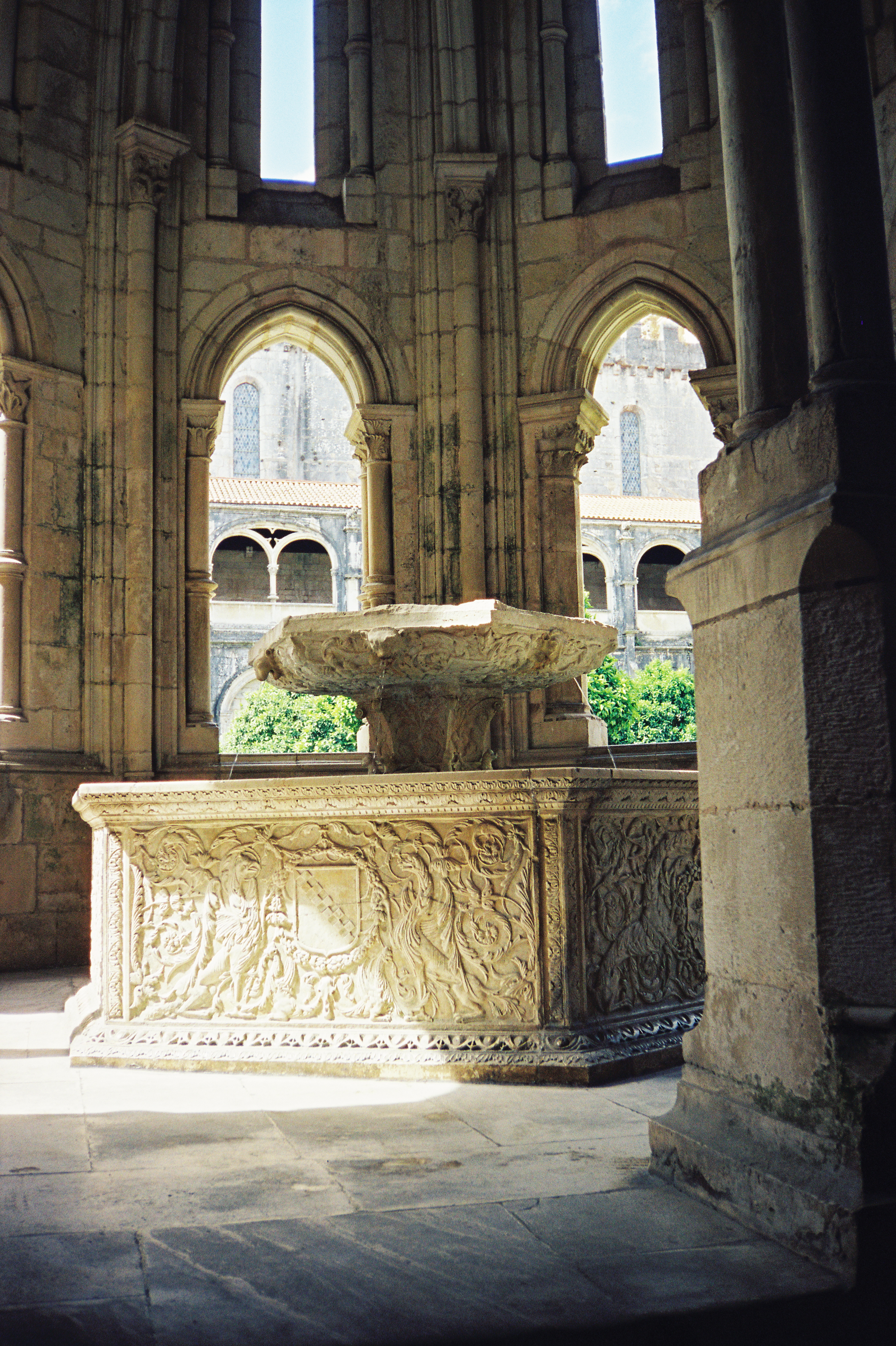
Acquasantiera rinascimentale all'interno di una fontana gotica nel chiostro

La Sala della Fontana gotica contiene una fontana rinascimentale decorata con motivi rinascimentali tra cui stemmi e grifoni. Il secondo piano del chiostro, in stile manuelino come mostrato dalle colonne a spirale, venne costruito all'inizio del XVI secolo.

### Sala capitolare
Questa stanza, in cui i monaci si raccoglievano per discutere dei problemi quotidiani del monastero, fu la sala più importante dopo la chiesa. In questa sala veniva letta a cadenza regolare la regola di San Benedetto. Il portone che divide questa stanza dal chiostro è in stile romanico. Ad oggi la stanza è riempita con statue barocche scolpite dai monaci.

### Cucina
La cucina venne costruita e coperta da mosaici del diciottesimo secolo. Il camino è enorme. L'acqua ed il pesce fresco erano trasportati dal fiume Alcoa alla cucina tramite un canale costruito artificialmente.
Una curiosità è costituita dalla singolare "porta stretta" che dalla cucina conduce al refettorio; la porta è alta due metri ma larga soltanto 36 centimetri. Si ritiene fosse un deterrente per scoraggiare i monaci a indulgere nel peccato di gola.